# SmartCAT
Smartcat (амер. англ. smart "интеллектуальный" + англ. CAT (Computer-assisted translation) "автоматизированный перевод") — система автоматизированного перевода, включающая память переводов, машинный перевод, управление глоссариями, функцию совместной работы переводчиков над одним документом. Предназначена для компаний (в том числе переводческих) и отдельных переводчиков и их клиентов.
В стандартном исполнении Smartcat является облачной платформой и не может быть установлена на компьютер. Работа с ней производится при помощи браузера. Её можно отнести к различным категориям программного обеспечения, таким как системы автоматизированного перевода, системы управления глобализацией и биржи фрилансеров.

## История
Smartcat была изначально разработана в 2012–2015 годах как внутренний инструмент автоматизированного перевода ABBYY Language Solutions, поставщика лингвистических услуг внутри группы компаний ABBYY. Стимулом для её развития стало то, что компания ABBYY LS чувствовала себя «скованной технологиями перевода, существовавшими в последние 15 лет» и нуждалась в решении, которое позволяло бы «управлять проектами с десятками участников, включая менеджеров проектов, переводчиков, редакторов и так далее» и было бы при этом «интуитивным, облачным, мощным и масштабируемым».
В 2016 году Smartcat вышла из ABBYY LS, став отдельной компанией, и привлекла 2,8 миллиона долларов инвестиций от Ильи Широкова (бывшего генерального директора «Одноклассников» и основателя социальной сети «Мой круг», которую позже приобрел «Яндекс»). Основатель и гендиректор ABBYY LS Иван Смольников также ушёл из компании, чтобы полностью сосредоточиться на Smartcat. Обсуждая причины разделения, Смольников отметил, что «бизнес переводческих услуг оказался не таким комплементарным к бизнесу технологий для автоматизации этой отрасли» и что переводческие компании, потенциальные клиенты Smartcat, «считали, что SmartCAT разрабатывается конкурентом, и поэтому настороженно относились к продукту».
С тех пор компания постепенно развивалась и теперь (по состоянию на май 2017) предлагает через свой «маркетплейс» услуги 110 000 фрилансеров и даёт доступ к «магазину приложений», который позволяет интегрировать Smartcat со сторонними инструментами.

## Поддерживаемые форматы
Smartcat поддерживает разнообразные входные форматы, включая текстовые документы, презентации, таблицы, отсканированные документы и изображения (предоставляя для последних платный сервис по распознаванию), HTML-страницы, файлы ресурсов, стандартизованные двуязычные форматы и другие.
Также утверждается, что система поддерживает пакеты SDL Trados, что позволяет использовать Smartcat для работы над проектами, изначально предназначенными для выполнения в среде Trados, а также создавать выходные пакеты, которые в дальнейшем можно загружать в Trados, хотя степень поддержки подвергалась сомнению со стороны представителей компании SDL.
В таблице ниже приведен неполный перечень поддерживаемых форматов файлов.
| Формат файлов                                            | Расширение файлов                                  |
| -------------------------------------------------------- | -------------------------------------------------- |
| OpenDocument (OpenOffice.org / StarOffice / LibreOffice) | *.odt, *.ott, *.ods, *.ots, *.odp, *.otp           |
| Microsoft Open XML                                       | *.docx, *.xlsx, *.pptx, *.ppsx, *.ppt, *.pps       |
| Другие текстовые документы                               | *.txt, *.rtf                                       |
| Отсканированные документы и изображения                  | *.pdf, *.jpeg, *.tiff, *.bmp, *.png, *.gif, *.djvu |
| HTML/XHTML                                               | *.html, *.xhtml,*.xht                              |
| DocBook                                                  | *.xml                                              |
| Одноязычные XLIFF-файлы Okapi                            | *.xlf, *.xliff, *.sdlxliff                         |
| Двуязычные файлы                                         | *.ttx                                              |
| Ресурсы Android                                          | *.xml                                              |
| InDesign CS4 Markup                                      | *.idml                                             |
| Файлы справки                                            | *.xml, *.hmxp                                      |

## Типы учётных записей
В Smartcat существует 3 основных типа учётных записей: фрилансер, переводческая компания и конечный заказчик. Сходства и различия между ними указаны ниже (все возможности бесплатны для использования, если не указано иное):
|                                                                                          | Фрилансер                 | Поставщик лингвистических услуг (LSP)                            | Конечный заказчик                                                                  |
| ---------------------------------------------------------------------------------------- | ------------------------- | ---------------------------------------------------------------- | ---------------------------------------------------------------------------------- |
| Целевая аудитория                                                                        | Фрилансеры                | Переводческие компании (агентства) и переводчики-предприниматели | Компании, имеющие собственные переводческие команды, а также любые другие компании |
| Круглосуточная поддержка                                                                 | Да                        | Да                                                               | Да                                                                                 |
| Перевод собственных проектов/документов                                                  | Да                        | Да                                                               | Да                                                                                 |
| Память переводов, терминологические базы и контроль качества (недоступная ссылка)        | Да                        | Да                                                               | Да                                                                                 |
| Статистический/нейронный машинный перевод (от Google или Microsoft)                      | Да (платно или бесплатно) | Да (платно или бесплатно)                                        | Да (платно или бесплатно)                                                          |
| Адаптивный машинный перевод (от Lilt)                                                    | Нет                       | Да (платно)                                                      | Да (платно)                                                                        |
| Предложение своих услуг через маркетплейс                                                | Да                        | Нет                                                              | Нет                                                                                |
| Предложение услуг через маркетплейс LSP                                                  | Нет                       | Да (по запросу)                                                  | Нет                                                                                |
| Работа над проектом в несколько стадий (перевод, редактура, корректура)                  | Нет                       | Да                                                               | Да                                                                                 |
| Многопользовательская учётная запись (переводчики, редакторы, менеджеры проектов и т.д.) | Нет                       | Да (неограниченное количество)                                   | Да (неограниченное количество)                                                     |
| Наём фрилансеров с маркетплейса                                                          | Нет                       | Да (по ставке фрилансера + комиссия 10%)                         | Да (по ставке фрилансера + комиссия 10%)                                           |
| Наём других компаний с маркетплейса LSP                                                  | Нет                       | По запросу (за 10% от стоимости заказа)                          | Да (за 10% от стоимости заказа)                                                    |
| Открытый API Архивная копия от 29 апреля 2017 на Wayback Machine                         | Нет                       | Да                                                               | Да                                                                                 |

## Монетизация
В отличие от большинства систем автоматизации перевода[источник?], Smartcat не взимает лицензионную плату за использование продукта. Создатели платформы объясняют это тем, что «подсчёт количества рабочих мест в переводческом бизнесе просто неуместен, так как более 90% сотрудников таких компаний – фрилансеры, причём ежедневно создаются совместные проекты, в которых участвует самое разное количество человек».
Вместо этого Smartcat получает уже упомянутую выше комиссию, составляющую 10% от ставки фрилансера, нанимаемого через маркетплейс платформы (размер своей ставки каждый фрилансер определяет самостоятельно) или, в случае найма компании, 10% от стоимости заказа[источник?]. Помимо этого, сервис также предлагает платные подписки, дающие премиальную поддержку и возможность установки на локальном оборудовании (не в облаке).

## Позиционирование и маркетинг
В 2017 году Smartcat провела ребрендинг, сделав своим слоганом фразу «Connecting Purple» (игра слов на «Connecting People» компании Nokia), а также сменив позиционирование: теперь Smartcat — «экосистема, объединяющая компании и переводчиков для совместной работы» (форматирование Smartcat). Под термином «экосистема» компания понимает то, что все её пользователи, будь то заказчики или переводчики, являются «одинаково важными составляющими всей системы — системы, которая может процветать, только если процветают все её участники».
Smartcat уделяет большое внимание работе с переводчиками, организуя для пользователей различные мероприятия и площадки, включая портал сообщества (под девизом «Поговорим о переводе»), бесплатные курсы и вебинары для переводчиков и процесс сертификации, основанный на проверке участниками переводов друг друга, в результате которого выбираются так называемые «старшие переводчики».

## Локализация Smartcat
Пользовательский интерфейс доступен на русском, английском, японском, китайском и турецком языках, документация Smartcat — на русском и английском.

## Помощь и поддержка
Smartcat предлагает несколько способов обучения основам работы в системе:
- Страницы справки для фрилансеров и корпоративных пользователей.
- Еженедельные образовательные вебинары Архивная копия от 29 апреля 2017 на Wayback Machine.
- Десятиминутный вводный курс "Freelancer Essentials (недоступная ссылка)".

Для поиска ответов на более сложные вопросы, разрешения проблем и сообщения об ошибках Smartcat предоставляет круглосуточную поддержку, доступную как из системы, так и по электронной почте. Помимо этого, можно попросить о помощи других участников через портал сообщества.